# Buknari (Kobuleti)
Buknari (en georgiano: ბუკნარი) es una aldea de Georgia ubicado en el oeste de la República Autónoma de Ayaria, parte del municipio de Kobuleti. 

## Geografía
Buknari está situado a orillas del mar Negro, a 1 km de Chakvi y a 11 km de Kobuleti.

## Demografía
La evolución demográfica de Buknari entre 2002 y 2014 fue la siguiente:
| 1151                                            | 1166 |
| (Fuente: Population of Georgia in Soviet times) |      |

Según el último censo del año 2014, los georgianos representaban el 98,1% de la población; los griegos, el 1% y los rusos, el 0,7%.

## Economía
Durante el período soviético había fábricas de vino y bayas, y un vivero de plantas.

## Infraestructura

### Transporte
La carretera internacional S2 pasa por el pueblo, hay un andén de ferrocarril.  